# Рённинг, Фроде
Фроде Рённинг (норв. Frode Rønning; род. 7 июля 1959 года, в Тронхейме) — норвежский конькобежец; Бронзовый призёр Олимпийских игр, чемпион мира и 3-кратный призёр чемпионатов мира, 4-кратный серебряный призёр чемпионатов Европы, 15-кратный чемпион Норвегии. Выступал за клубы «Ask Skate Club» Осло, «Oslo IL» и «Leinstrand IL» Тронхейм.

## Биография
Фроде Рённинг начал заниматься конькобежным спортом в возрасте 10 лет в Лейнстранде, ныне район Тронхейма. Его первым тренером был Билл Вервик, который сам стал конькобежцем сразу после Второй мировой войны и начал заниматься конькобежным спортом зимой 1967/68 года. Рённинг также занимался футболом и лёгкой атлетикой, а ещё учился в музыкальной школе на корнете.
В возрасте 12 лет Рённинг выиграл молодёжный чемпионат Норвегии на 500-метровке, а с 1973 по 1976 год выигрывал комбинацию спринта во всех юниорских категориях. В 1976 и 1977 годах стал первым в комбинации спринта на чемпионате Норвегии среди юниоров. В том же 1977 дебютировал на взрослом чемпионате Норвегии с 4-м местом в спринте и на чемпионате мира в спринтерском многоборье в голландском Алкмаре, где занял только 14-е место.
Однако уже через год на втором своём чемпионате мира в Лейк-Плэсиде завоевал серебряную медаль в сумме спринта, уступив только великому Эрику Хайдену. В 1979 году Рённинг стал бронзовым призёром на чемпионате мира в Инцелле, пропустив вперёд ещё одну «мировую звезду», канадца Гаэтана Буше и вновь американца Эрика Хайдена.
В 1980 году Фроде участвовал на очередном чемпионате мира в Уэст-Эллисе до третьей гонки шёл на 3-м месте, однако во втором забеге на 500 метров упал и хоть закончил забег, но по времени был дисквалифицирован. В феврале на зимних Олимпийских играх в Лейк-Плэсиде занял 4-е место в забеге на 500 м, а на дистанции 1000 м поделил бронзовую медаль с советским спортсменом Владимиром Лобановым.
В 1981 году он участвовал на чемпионате мира в Гренобле и по сумме четырёх забегов стал наконец чемпионом мира, опередив сильнейшую компанию из двух советских спортсменов Сергея Хлебникова и Анатолия Меденникова. В свои 22 неполных года Рённинг стал обладателем всех трёх комплектов медалей чемпионата мира. На следующий год он завоевал ещё одну бронзу на чемпионате мира в Алкмаре, уступив чемпионское звание Сергею Хлебникову.
С 1983 года у него начался спад, он впервые за 5 лет не выиграл чемпионат Норвегии в спринте и на чемпионате мира в Хельсинки занял только 31-е место в сумме спринта. В 1984 году на зимних Олимпийских играх в Сараево занял 7-е место в забеге на 500 м и 14-е на 1000 м, а следом на домашнем чемпионате мира в Тронхейме стал 13-м. В сезоне 1985/86 он участвовал на первом Кубке мира и в марте 1986 года на этапе в Инцелле занял 3-е место.
В сезоне 1986/87 Рённинг на Кубке мира на дистанции 500 метров был вторым и третьим. В 1988 году на своих третьих зимних Олимпийских играх в Калгари занял 10-е место на 500-метровке и 25-е на 1000 м. В свой последний сезон 1989/90 он стал 2-м на чемпионате Норвегии в беге на 500 метров. И в 1990 году завершил карьеру спортсмена. С 1979 по 1991 год он удерживал рекорд Норвегии на дистанции 500 метров. Фроде Рённинг участвовал в 13 чемпионатах мира в спринте с 1977 по 1989 год.
Он установил 9 рекордов Норвегии в общем зачёте спринта. Будучи юниором, он установил все 6 мировых рекордов среди юниоров на дистанциях 500 м, 1000 м и общий зачёт в спринте.

## Карьера тренера
Фроде Рённинг после ухода с дорожки стал менеджером национальной команды. Он также время от времени был тренером в Лейнстранде и региональном лагере «NSF-Region Trønderskjær», который действовал с 2006/2007 по 2011/2012 год. Его отец, дорожный рабочий, а мать, домохозяйка не занимались спортом. Две сестры в студенческие годы играли в гандбол и занимались легкой атлетикой.